# Амукта (пролив)
Амукта (англ. Amukta) — широкий пролив между Беринговым морем и северной частью Тихого океана между Алеутскими островами на Аляске. Он расположен между островом Амукта на востоке и островом Сигуам на западе. Впервые нанесён на карту № 1378 Русским Гидрографическим отделом в 1847 году.